# Amado Ursua
Amado Ursua (* 13. September 1956 in Mexiko-Stadt, Mexiko) ist ein ehemaliger mexikanischer Boxer im Halbfliegengewicht. 

## Profikarriere
Im Jahre 1974 begann er erfolgreich seine Profikarriere. Am 6. Februar 1982 boxte er gegen Hilario Zapata um den Weltmeistertitel des Verbandes WBC und siegte durch K. o. Diesen Gürtel verlor er allerdings bereits in seiner ersten Titelverteidigung im April desselben Jahres an Tadashi Tomori nach Punkten.
Im Jahre 1987 beendete er seine Karriere.